# Muquirèsida
La Muquirèsida (Muchiresis, Μουχείρησις) fou un districte de la Làzica, molt poblat i fèrtil, que produïa vi, que no es trobava a la resta de la Còlquida. El territori era regat pel riu Rheon (Ῥέεν) i la seva capital era Arqueòpolis, que fou la capital de la Làzica i lloc de molta importància durant la guerra làzica.